# Монте Видон Комбате (Мачерата)
Монте Видон Комбате (итал. Monte Vidon Combatte) насеље је у Италији у округу Мачерата, региону Марке.
Према процени из 2011. у насељу је живело 509 становника. Насеље се налази на надморској висини од 419 м.